# Keetia
Keetia es un género con 32 especies de plantas con flores perteneciente a la familia de las rubiáceas. Es nativo de los trópicos del sur de África.

## Taxonomía
El género fue descrito por (Sond.) Bridson  y publicado en Journal of Botany, British and Foreign 66: 141. 1928.
Etimología
Keetia: nombre genérico que fue nombrado en honor de J.D.M Keet, un técnico forestal y recolector de plantas de Sudáfrica.

## Especies
- Keetia acuminata Bridson
- Keetia angustifolia Bridson
- Keetia bakossiorum Cheek
- Keetia bridsoniae Jongkind
- Keetia carmichaelii Bridson
- Keetia cornelia (Cham. & Schltdl.) Bridson
- Keetia ferruginea Bridson
- Keetia foetida Bridson
- Keetia gracilis Bridson
- Keetia gueinzii (Sond.) Bridson
- Keetia hispida (Benth.)Bridson
- Keetia inaequilatera (Hutch. & Dalziel) Bridson
- Keetia koritschoneri Bridson
- Keetia leucantha (K.Krause) Bridson
- Keetia lukei Bridson
- Keetia lulandensis Bridson
- Keetia mannii (Hiern) Bridson
- Keetia molundensis (K.Krause) Bridson
- Keetia multiflora (Schumach. & Thonn.) Bridson
- Keetia obovata Jongkind
- Keetia ornata Bridson
- Keetia procteri Bridson
- Keetia purpurascens (Bullock) Bridson
- Keetia purseglovei Bridson
- Keetia ripae (De Wild.) Bridson
- Keetia rubens (Hiern) Bridson
- Keetia rufivillosa (Robyns ex Hutch. & Dalziel) Bridson
- Keetia rwandensis Bridson
- Keetia tenuiflora (Welw. ex Hiern) Bridson
- Keetia venosa (Oliv.) Bridson
- Keetia venosissima (Hutch. & Dalziel) Bridson
- Keetia zanzibarica (Klotzsch) Bridson